# 茂木薬品商会
株式会社茂木薬品商会（もぎやくひんしょうかい）は、東京都中央区に本社を置き、医薬品を主とする卸業者であった。
なお、法人については、医療用医薬品を含む医薬品卸業として創業し、一般用医薬品メインへシフトした後でマツモトキヨシホールディングス（現・マツキヨココカラ&カンパニー）の子会社となった初代法人と、会社分割によりアルフレッサ ヘルスケアの子会社となった2代目法人が存在していた。本稿では、両方を述べる。

## 沿革
初代法人
- 1946年11月2日：資本金15万円で有限会社茂木薬品商会を設立。
- 1953年5月20日：株式会社に組織変更。
- 1963年6月：大鵬薬品工業（大塚製薬と全国49卸業社が出資して設立された企業）を設立。
- 1966年6月13日：現在地に本社を移転。
- 1998年10月：サンエス（本社宮城県）の東京支店に医療用医薬品事業を譲渡。
- 2007年4月27日：自社及びアステムヘルスケア（現・リードヘルスケア、福岡県北九州市）、バイタルヘルスケア（宮城県名取市）、ほくやく（北海道札幌市）のヘルスケア事業部の統合協議を開始。
- 2008年4月2日：同じ東京都に本社を置く大木と業務提携についての基本合意書を締結。
- 2008年7月28日：マツモトキヨシホールディングスと株式交換契約を締結。
- 2008年9月30日：大木との業務・資本提携を解消。
- 2008年9月30日：株式交換により、マツモトキヨシホールディングスの完全子会社となる。
- 2013年4月1日：グループ会社で同じ卸売事業を行う伊東秀商事との共同株式移転によりマツモトキヨシホールセール（マツモトキヨシホールディングスの中間持株会社）を設立し、同社の傘下となる。
- 2014年10月1日：一般用医薬品関連商品の卸売事業を会社分割により（2代目）株式会社茂木薬品商会に継承し、同社の全株式をアルフレッサ ヘルスケアへ譲渡。同時に、資産の運用・管理を行う機能会社として、株式会社マツモトキヨシアセットマネジメントに商号変更。

2代目法人
- 2014年10月1日：初代法人から一般用医薬品関連商品の卸売事業を分割して（2代目）株式会社茂木薬品商会を設立し、株式譲渡によりアルフレッサ ヘルスケアの子会社となる。
- 2021年4月1日：親会社のアルフレッサ ヘルスケアへ吸収合併され解散[2]。

## 営業所
かつては関東の数箇所に営業所が存在したが、いずれも2008年に閉鎖しており、本社のみとなっていた。

## かつて存在した営業所
- 中央支店
- 城東支店(2007年12月に中央支店に統合)
- 横浜支店
- 多摩支店(2007年12月に春日部支店に統合)
- 春日部支店

(その後中央支店、横浜支店、春日部支店はいずれも2008年9月13日で閉鎖)

## 物流センター
- 吉川流通センター
- 北関東流通センター
- 小山返品センター
- 神奈川流通センター
- 大阪流通センター
- 九州流通センター
- 沖縄流通センター

## かつて存在した物流センター
- 北海道流通センター
- 横浜流通センター→2007年に多摩流通センターと統合
- 多摩流通センター
- 春日部流通センター
- 鳥浜流通センター

## 主な取引メーカー
- アサヒフードアンドヘルスケア、エイエムオー・ジャパン、オムロン ヘルスケア、グラクソ・スミスクライン、健栄製薬、塩野義製薬、第一三共ヘルスケア、大鵬薬品工業、武田薬品工業、ダンヘルスケア、日本アルコン、日本臓器製薬